# Lleteresa pequinesa
La lleteresa pequinesa o lleteresa de Pekín (Euphorbia pekinensis) (xinès: 戟; pinyin: dàjǐ) és una espècie de planta de la família euphorbiaceae, plantes conegudes en català generalment com a "lletereses".

## Morfologia
És una planta herbàcia perenne que creix fins a una alçada d'entre 30 i 80 cm. La tija és erecta i sovint es divideix en branques. L'arrel és vertical i cilíndrica. Les fulles són estretes amb forma lanceolada o el·líptica, normalment entre 3 i 7 cm de llargada, i d'un verd intens. Prenen color verd groguenc a les puntes de les tiges on hi ha les inflorescències. Floreix del maig a l'agost. El ciati o flor de la pseudoumbela és sèssil. Les flors tenen les glàndules nectaríferes amb forma de ronyó i de color ocre.
D'una manera ampla se sembla força a la lleteresa de séquia d'aquestes contrades. El fruit de la lleteresa pequinesa és una càpsula globulosa que conté unes llavors marrons i allargades de 2.5 mm de llargada.

## Distribució i hàbitat
És una planta de la zona asiàtica oriental, que es troba a les zones temperades de la Xina excepte a Taiwan, Xinjiang, Xizang i Yunnan. Es troba també al Japó i a la península de Corea. Viu a les zones estepàries, prats secs, boscos esclarissats, camps herbacis i marges de camins i carreteres.

## Usos medicinals
La lleteresa pequinesa és molt important a la Xina, on és una de les herbes més usades en fitoteràpia xinesa. L'arrel d'aquesta espècie té múltiples aplicacions en la medicina tradicional xinesa. Malauradament sovint s'adultera amb les arrels d'altres lletereses. En alguns casos s'han trobat traces de sis altres lletereses en productes venuts com a derivats de la lleteresa pequinesa.
Com moltes plantes diferents del gènere eufòrbia, la lleteresa pequinesa produeix una resina blanca o làtex, coneguda vulgarment com a "llet", que dona els noms vulgars o comuns de lleteresa, lletera o lleterola a les plantes d'aquesta família en català. Aquest líquid es coneix amb el nom d'euforbi i conté l'alcaloide euforbina que és tòxic i pot irritar la pell i els ulls severament.